# Riscus bambusae
Riscus bambusae är en spindeldjursart som först beskrevs av Gupta och Soumyendra Nath Ghosh 1980.  Riscus bambusae ingår i släktet Riscus och familjen Cunaxidae. Inga underarter finns listade i Catalogue of Life.